# Berck (auteur)
Pour les articles homonymes, voir Berckmans et Berck.
Arthur Berckmans dit Berck, né le 3 mai 1929 à Louvain (province du Brabant flamand) et mort le 28 décembre 2020 à Heverlee (province du Brabant flamand), est un auteur de bande dessinée humoristique belge, dessinateur de la série Sammy.

## Biographie

### Des débuts àTintin
Arthur Berckmans naît le 3 mai 1929 à Louvain. Il suit à Bruxelles les cours de la section Arts décoratifs de l’Institut Saint-Luc et, à Louvain, ceux de dessin d’anatomie. À l’âge de 18 ans, il trouve un emploi chez les jésuites à Louvain : mi-temps administratif et mi-temps pour l’illustration de la publication religieuse Pro Apostolis dans laquelle il relate la vie des saints en bande dessinée. Huit ans plus tard, Berck se présente aux éditions du Lombard où il réalise des illustrations pour le journal Chez Nous. Il fait également du dessin publicitaire pour la firme de chocolats Victoria.
Raymond Leblanc le fait débuter dans Le Journal de Tintin avec Strapontin, un chauffeur de taxi parisien, d’après un scénario de Goscinny. Ils animent ensemble cette série durant six ans puis Berck la poursuit avec le scénariste Jacques Acar durant deux ans.
Il crée, en 1961, Ken Krom, pastiche de James Bond, lequel était alors très à la mode. Il lui faut abandonner cette veine car son éditeur craint de provoquer des protestations.
Avec Yves Duval comme scénariste, il dessine Rataplan, jeune tambour napoléonien accompagné d’un grognard.

### ÉpoqueSpirou
En 1967, en froid avec son rédacteur en chef Greg, il quitte Tintin pour le journal de Spirou où il dessine, sur des scénarios de Raymond Macherot et d'Yvan Delporte, les aventures du capitaine Mulligan, qui pilote un remorqueur dans le port de New York, au début des années 1930. 
Avec le remplacement d'Yvan Delporte par Thierry Martens comme rédacteur en chef de Spirou, Mulligan n'a plus sa place dans le journal. En 1969, Berck propose alors à Raoul Cauvin de créer une BD sur des détectives qui évolueraient dans les années 1920-1930. Cauvin, qui trouve qu’il y a trop d’histoires d’incorruptibles, lui suggère plutôt d’animer une série qui aurait pour héros des gorilles. Sammy et son patron Jack Attaway apparaissent dans Le journal de Spirou en mars 1970,. Ce duo tient à Chicago une agence de « Gorilles en tout genre » à l’époque de la prohibition. Au cours de leurs aventures, Sammy et Jack sortent de Chicago et voyagent partout dans le monde.
Berck, qui a comme d'autres auteurs flamands de l'époque, une vision quasi industrielle de la bande dessinée, s'entoure d'assistants qui travaillent de manière anonyme comme Guy Bollen et Bédu.
Outre sa production abondante chez Dupuis, il dessine aussi pour les Pays-Bas :
- De Donderpadjes, une histoire de scouts ;
- Lowietje, les aventures d’un petit garçon orphelin et riche héritier, série que Dupuis a reprise pour l’édition française de Spirou (Lou).

Berck ayant pris sa retraite en Belgique, Jean-Pol a repris les dessins de la série Sammy (à partir de La B.A. des Gorilles - mars 1996).
Berck est lauréat de deux prix Saint-Michel, celui du meilleur dessinateur humoristique en 1973 pour Rhum row, et avec Raoul Cauvin celui de la meilleure histoire humoristique en 1975 pour Les Gorilles font les fous.
Il meurt le 28 décembre 2020 à Heverlee, à l'âge de 91 ans. 

## Œuvres
| Série              | Prépubliée dans      | Pays      | Du               | Au           | Remarque                                                                     |
| ------------------ | -------------------- | --------- | ---------------- | ------------ | ---------------------------------------------------------------------------- |
| Karl et Werner     | Tremplin             | Belgique  | 8 septembre 1978 |              | Deux jeunes chevaliers                                                       |
| Strapontin         | Le Journal de Tintin | Belgique  | 22 janvier 1958  | 21 mars 1968 | Un chauffeur de taxi parisien.                                               |
| Rataplan           | Le Journal de Tintin | Belgique  | 20 juin 1961     | 30 mars 1967 | Un jeune tambour des grenadiers de la garde impériale de Napoléon Ier.       |
| Panchico           | Le Journal de Tintin | Belgique  | 1963             |              | Un astucieux petit mexicain.                                                 |
| T Kapoentje        | Het Volk             | Belgique  | 1965             |              |                                                                              |
| Ken Krom           | Le Journal de Tintin | Belgique  | 1966             |              | Une parodie de James Bond.                                                   |
| Lady Bound         | Le Journal de Tintin | Belgique  | 1967             |              |                                                                              |
| Mulligan           | Spirou               | Belgique  | 1968             |              | Un capitaine d'un petit remorqueur dans le port de New York.                 |
| Lombok             | Spirou               | Belgique  | 1969             |              | Un homme préhistorique prisonnier des glaces de la toundra revient à la vie. |
| Sammy              | Spirou               | Belgique  | 1970             | 1994         | Deux gardes du corps des années 1930 aux États-Unis.                         |
| De Donderpadjes    | Eppo ou Sjors        | Pays-Bas  | 1971             |              | Une histoire de scouts.                                                      |
| Mischa             | Primo                | Allemagne | 1972             |              | Un jeune explorateur qui voyage dans l'espace.                               |
| Lou (Lowietje)     | Eppo                 | Pays-Bas  | 1974             | 1983         | Un orphelin hérite d'une fortune.                                            |
| Lou (Lowietje)     | Spirou               | Belgique  | 1977             |              | Un orphelin hérite d'une fortune.                                            |
| Capitaine Racagnac | Pilote               | France    | 1963             |              |                                                                              |

### Albums de bande dessinée

#### Les Aventures de Lombock
- 1. L'Argentier doré, Bédéscope, coll. « Bédéscope », Bruxelles, 1er trimestre 1979
Scénario : Daniël - Dessin : Berck - Couleurs : noir et blanc — no 14 dans la collection.
- 2. Les Vampires, Bédéscope, coll. « Bédéscope », Bruxelles, 1er trimestre 1979
Scénario : Daniël - Dessin : Berck - Couleurs : noir et blanc — no 15 dans la collection.

#### One shots
- L'Étrange nuit de Baldheram, Bédéscope, coll. « Bédéscope », Bruxelles, 1979
Scénario et dessin : Berck - Couleurs : noir et blanc — no 30 dans la collection.

### Divers
À l'instigation de l'inspecteur de police et scénariste de bande dessinée Francis Dorao, il a aussi créé dans les années 1980, une cible de tir réaliste pour l'entraînement de la police aux côtés des dessinateurs Hermann, Malik, Arthur Piroton, Yves Swolfs ou William Vance et de la société PLJ Targets. En 2023, lors du festival de la bande dessinée de Knokke-Heist, elles seront publiées en un tirage trilingue français, néerlandais et anglais.

### Collections publiques
14 œuvres de cet artiste sont conservées au Centre belge de la bande dessinée et font partie du patrimoine mobilier de la région Bruxelles-Capitale.

## Prix
- 1973 :  prix Saint-Michel[11] comme Meilleur dessinateur humoristique, Bruxelles ;
- 1975 :  prix Saint-Michel[11] pour le meilleur dessin humoristique : (Les Gorilles font les fous (Sammy, t. 6)) ;
- 1985 :  Adhémar de bronze[11] ;
- 2011 :  prix De Tijd van Toen pour les artistes à l'œuvre riche et disparus du regard contemporain, décerné par le Festival de bande dessinée de Middelkerke à Middelkerke, pour Lou, Sammy[12].

#### Études
- Danny De Laet et Yves Varende, Au-delà du septième art : histoire de la bande dessinée belge, Bruxelles, Ministère des affaires étrangères, du commerce extérieur et de la coopération au développement, coll. « Chroniques belges » (no 322), 1979, 302 p., ill. (OCLC 301693218, lire en ligne).

#### Livres
: document utilisé comme source pour la rédaction de cet article.
- Jean Van Hamme, Introduction à la bande dessinée belge, Bruxelles, Bibliothèque royale de Belgique, 1968, 80 p., ill. ; 26 cm (lire en ligne), p. 7[catalogue] publié à l'occasion de l'exposition La bande dessinée en Belgique, Bibliothèque Albert Ier, [Bruxelles], du 29 juin au 25 août 1968.
- Jean Pirotte (dir.) et Luc Courtois, Du régional à l'universel. : L'imaginaire wallon dans la bande dessinée., Louvain-la-Neuve, Fondation wallonne Pierre-Marie et Jean-François Humblet, 1999, 310 p. (ISBN 978-2-9600072-3-7 et 2960007239, OCLC 1075833932), p. 206 lire sur Google Livres
- Jacques Fiérain, « Berck », dans La BD à Bruxelles et en Brabant, Charleroi, Éd. l'Âge d'or, avril 2003, 144 p., ill. ; 31 cm (ISBN 9782960119664 et 2960119665, OCLC 470388171, présentation en ligne), p. 10
- « Berck », dans Dictionnaire mondial de la BD, Paris, Larousse, 2010, 953 p., ill. ; 27 cm (ISBN 978-2-0358-4331-9 et 2-0358-4331-6, OCLC 920924930, présentation en ligne), p. 75. .
- (nl) Jan Hoet et Dany Vandenbossche, « Berck », dans De wereld van de strips in originelen [« Le Monde de la bande dessinée en originaux »], Bruxelles, Vlaams Parlement, 2013, 68 p., PDF (OCLC 901366732, lire en ligne), p. 14.
- François Ayrolles, « Berck et Cauvin concluent un contrat », dans Moments clés du journal de Spirou 1937-1985, Marcinelle, Dupuis, coll. « Patrimoine », 2 mars 2018, 312 p., ill. ; 20,8 cm (ISBN 9782800171142 et 2800171146, OCLC 1034784873, présentation en ligne), p. 241-242.

#### Périodiques
- Berck et Daniël Jansens (interviewés par Jacques Van Herp et André Leborgne), « interview », Ran Tan Plan, no 16,‎ 1969
- M. Archive alias Thierry Martens, « Dossier Spirou : Qui est qui ? », Spirou (supplément), Dupuis, no 1652,‎ 11 décembre 1969, p. 1 (ISSN 0771-8071, lire en ligne).

#### Articles
- Gilles Ratier, « Berck (le dessinateur de Sammy, Lou, Strapontin, Rataplan et de bien d’autres séries humoristiques des hebdomadaires Spirou et Tintin) vient de disparaître… », BDzoom,‎ 28 décembre 2020 (lire en ligne).